# Monasa nigrifrons
Monasa nigrifrons là một loài chim trong họ Bucconidae.